# 傅其慧
傅 其慧（ふ きけい、カトリーナ・フー、ウェード式:Fu Chi-Hui、フー・チーフェイ、英語: Katrina Fu、1979年5月30日 - ）は、台湾の女性声優。世新大学卒業。

## 人物
- 好きな作品は、日本のアニメ『キョロちゃん』、日本のアニメ映画『となりのトトロ』、韓国ドラマ『総理と私』の3つです。
- 日本の声優である釘宮理恵と同じ日に生まれており、『灼眼のシャナ』のシャナや『FAIRY TAIL』のハッピーの声はどちらもこの2人が担当した。前者の吹き替えをしていたときにこれを見つけてとても驚きました。

## 出演
- ヴィオレッタ（ナタリア）
- チャウダー（チャウダー）